# Họ Hà nu
Họ Hà nu (danh pháp khoa học: Ixonanthaceae) là một họ thực vật có hoa, chứa khoảng 30 loài trong 4 hoặc 5 chi, phân bổ ở vùng nhiệt đới châu Mỹ, châu Phi và châu Á. Loài được biết đến nhiều nhất ở Việt Nam là hà nu (Ixonanthes cochinchinensis).

## Hình ảnh

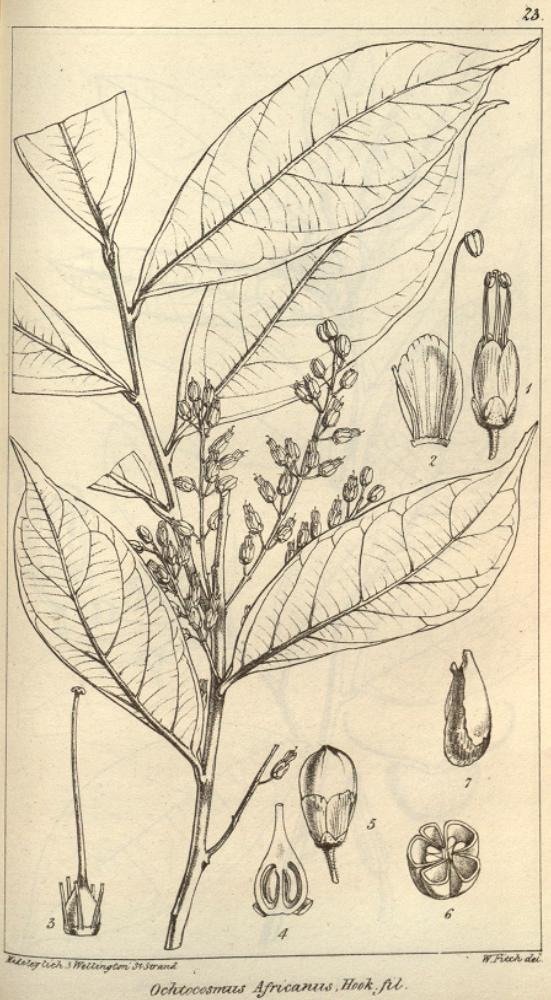
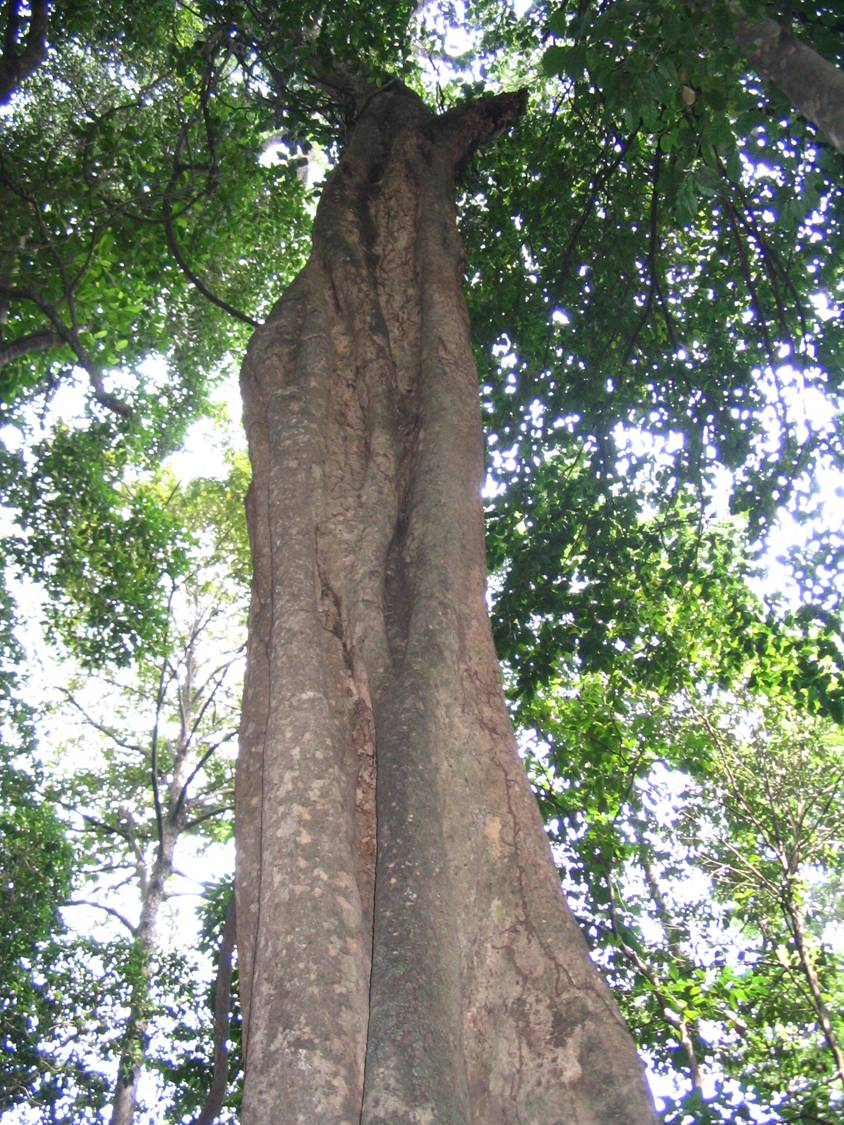